# Adelardo Rodríguez Sánchez
Adelardo Rodríguez Sánchez   (Badajoz, 26 de setembre de 1939), conegut com a Adelardo, és un exfutbolista espanyol de la dècada de 1960.
Destacà al Club Atlético de Madrid durant més de 15 temporades, de 1959 a 1976.
A més fou 14 cops internacional amb la selecció espanyola, amb la qual disputà dos Mundials i fou campió de l'Eurocopa de futbol.